# Hypodessus curvilineatus
Hypodessus curvilineatus är en skalbaggsart som först beskrevs av Zimmermann 1921.  Hypodessus curvilineatus ingår i släktet Hypodessus och familjen dykare. Inga underarter finns listade i Catalogue of Life.